# Parafia Trójcy Świętej w Rudziczce
Parafia Trójcy Świętej w Rudziczce – rzymskokatolicka parafia w Rudziczce, należąca do dekanatu Prudnik w diecezji opolskiej.

## Historia
W połowie 1944 parafia, do której oprócz Rudziczki należały również Mieszkowice, liczyła 800 wiernych, natomiast z początkiem grudnia 1945 – 1500 osób, w tym 1000 nowo przybyłej po wojnie ludności. Pod koniec 1946 parafia liczyła 1520 wiernych.

## Duszpasterze

### Kapłani po 1945
- ks. Jakub Sowa
- ks. Wiktor Gizder
- ks. Józef Cichoń
- ks. Piotr Łowejko
- ks. Ludwik Rutyna
- ks. Eryk Jelitko
- ks. Roman Puzynowski
- ks. Jan Zmuda
- ks. Tomasz Cymbalista